# Ganesh Devy
Ganesh (Narayandas) Devy (Maharashtra, 1950) is een Indiaas hoogleraar Engels, tribaal onderzoeker, schrijver, literatuurcriticus en cultureel activist.

## Studie en begin van zijn loopbaan
Devy studeerde Engelse literatuur aan de Shivaji-universiteit in Kolhapur en behaalde zijn Ph.D aan de Universiteit van Leeds in het Verenigd Koninkrijk. Zijn proefschrift behandelde het werk van de hervormer Aurobindo Ghose en veranderde zijn wereldbeeld onomkeerbaar.
Na zijn studie doceerde hij in eerste instantie jarenlang Engels aan de Maharaja Sayajirao-universiteit in Vadodara (Baroda). Zijn passie was om ooit talen en mondelinge tradities van stammen diepgaander te bestuderen. Met zijn vrouw, hoogleraar Surekha Devy, sprak hij af dit uit te stellen totdat hun dochter de leeftijd van twintig had bereikt.

## Tribaal onderzoek en ontwikkelingswerk
Zo besloot hij in 1996 zijn baan neer te leggen en zijn hart te volgen. Om het onderzoek naar het volk Tejgarh vorm te geven, zette hij ditzelfde jaar het Bhasha Research and Publications Centre (BRPC) op. Het voortbestaan van de Tejgarh stond op dat moment onder grote druk vanwege economische problemen, winning van land van de stammen en snelle erosie van de tribale cultuur.
Devy richtte zich op twee groepen die onder druk stonden: de Adivasi met in 2009 een populatie van 87 miljoen en de nomadische en niet meer als autonoom erkende gemeenschappen met een populatie van 60 miljoen. Hij werkte in de tijd erna aan de constitutionele erkenning van de tribale talen en de stimulering van de cultuur en de taal van deze groepen.
Samen met Laxman Gaikwad en Mahashweta Devi richtte hij de Denotified and Nomadic Tribes Rights Action Group (DNT-RAG) op, ter vergroting van het bewustzijn van de economische en sociale problemen en de bedreiging van het voortbestaan van de culturen en talen van de stammen.
Op wetenschappelijke gebied deed hij pionierswerk door de tribale talen te documenteren en culturele en sociale verhalen vast te leggen die van nomadische volksvertellers afkomstig waren. Zijn vertalingen en interpretaties van epossen zorgden voor een nieuw inzicht in relatie tot ander cultureel erfgoed, zoals het epos Mahabharata.
Devy is oprichter en directeur van de Tribal Academy in Tejgadh, Gujarat en directeur van het project over literatuur van tribale talen en mondelinge tradities van de Sahitya Akademi, de Indiase Academie voor de Letteren. Hij is hoogleraar aan het Dhirubhai Ambani Institute of Information and Communication Technology (DA-IICT) in Gandhinagar.

## Erkenning
Het Bhasha-model van Devy werd een stimulans in andere delen van India, waaronder in Kinnaur in Himachal Pradesh waar het instituut Himlok werkt aan het behoud van de rijke nalatenschap van rond negentig stammen en gemeenschappen in de Himalaya. Sociale welzijnsgroepen uit heel India bezoeken zijn instituut om zijn ontwikkelingsmodel te bestuderen.
Devy werd in 1994 onderscheiden met de Sahitya Akademi Award voor zijn publicatie After Amnesia en in 2001 met de Literary Award van de schrijversunie South Asian Association for Regional Cooperation voor zijn innovatieve bijdrage aan de literatuur en zijn betrokkenheid bij sociale hervorming. In 2003 werd hij onderscheiden met een Prins Claus Prijs. Zijn boek Vanaprasth werd bekroond met in totaal zes prijzen.

## Publicaties
- 1987: Critical Thought
- 1992: After Amnesi
- 1997: Of Many Heroes
- 1997: India Between Tradition and Modernity (coredactie)
- 2000: In Another Tongue
- 2002: Indian Literary Criticism: Theory & Interpretation
- 2002: Painted Words: An Anthology of Tribal Literature (redactie)
- 2006: A Nomad Called Thief,
- Keywords: Truth
- Vaanprastha (in Marathi)
- Adivasi Jane Che (in Gujarati).
- 2009: The G.N. Devy Reader'

- Bibsys: 90731624
- Bibliothèque nationale de France: cb13538227k (data)
- CiNii: DA11626160
- Gemeinsame Normdatei: 120724367
- International Standard Name Identifier: 0000 0000 8413 0777
- Library of Congress Control Number: n85103431
- Nationale bibliotheek van Australië: 58819983
- Nationale Bibliotheek van Israël: 987007432629205171
- Nederlandse Thesaurus van Auteursnamen: 135719275
- Réseau des bibliothèques de Suisse occidentale: 02-A003176858
- Système universitaire de documentation: 073732869
- Virtual International Authority File: 116242505
- WorldCat: E39PBJhCCkh4PgxC4jHPRkg9Xd